# Claudia Rivero
Claudia Rivero Modenesi (ur. 28 listopada 1986 w Limie) – peruwiańska badmintonistka. Uczestniczka igrzysk w Pekinie w 2008 i igrzysk w Londynie w 2012. 
W karierze zdobyła cztery brązowe medale igrzysk panamerykańskich, w 2007 oraz 2011 roku.